# Porpoise-Subglazialhochland
Das Porpoise-Subglazialhochland umfasst eine Gruppe von Hochplateaus, die komplett von kontinentalem Gletschereis überdeckt sind. Das Hochland liegt westlich des Astrolabe-Subglazialbeckens im östlichen Teil des ostantarktischen Wilkeslands.
Seine Ausdehnung wurde mittels Sonarortung im Rahmen eines gemeinsamen Programms des Scott Polar Research Institute, der National Science Foundation und Dänemarks Technischer Universität zwischen 1967 und 1979 ermittelt. Benannt ist es nach der Porpoise, einem der Schiffe des Polarforschers Charles Wilkes bei der United States Exploring Expedition (1838–1842).